# The Girl Code
The Girl Code, llamado La programación femenina en Hispanoamérica y Código femenino en España, es un episodio perteneciente a la vigesimoséptima temporada de la serie animada Los Simpson, fue emitido originalmente el 20 de diciembre de 2015 en EE. UU.. El episodio fue escrito por Rob LaZebnik y dirigido por Chris Clements.  